# 은혜
기독교에서 은혜(恩惠, 영어: grace, 고대 그리스어: χάρις, 히브리어: חֵ֖ן), 또는 은총(恩寵), 성총(聖寵)은 사람의 노력으로 받는 것이 아닌, 야훼가 주기로 원했기 때문에 주어지는 선물을 의미한다. 사람이 전혀 받을만한 공로를 하지 않았음에도 자발적으로 주어지는 것으로 이해되며, 사랑과 자비 등으로 비유된다.
동방 정교회에서는 은혜를 야훼에 의해 창조되지 않은 비창조적 에너지로 이해한다. 이들은 일반적으로 은혜를 베드로후서 1장 4절에서 묘사된 신의 성품, 신적 본성에 참여하는 것으로 여긴다. 또한 은혜는 어떤 형태로도 거래될 수 있는 창조된 물질이 아니라, 야훼의 직접적인 역사(役事)로 간주된다.
죄인들에게 구원이 주어지는 것이 은혜의 대표적인 사례로 거론된다. 개신교에서는 일반 은총과 특별 은총으로 이해하기도 한다. 일반은총은 자연, 인간, 문화, 역사 등에 주어지는 은혜이며, 특별 은총은 성자 예수 그리스도를 통해서 수여되는 특별한 선물을 가리킨다.
은혜의 수단은 "가톨릭과 개신교, 칼빈주의와 알미니안주의, 현대 자유주의 신학과 보수주의 신학을 구분하는 분수령"으로 여겨지기도 한다. 가톨릭 교회는 "성사가 그것이 의미하는 은혜를 부여하는 것은 그리스도와 성령의 역사에 의해 야훼의 능력에 복종하는 것이 거룩한 삶으로 변화되기 때문"이라고 가르치며, "그리스도와 성령의 능력이 [각 성사를 통해] 작용하며, 사제의 개인적 성결에 독립적으로 작용한다"고 본다. 그러나 동시에 성사의 열매는 그것을 받는 사람의 마음가짐에도 달려있다고 가르친다.
바울은 그리스도의 십자가 속죄와 관련시켜 은혜를 해석하고 있는데, 아우구스티누스는 펠라기우스와의 논쟁에서 하느님의 호의로 인간에게 '무상(無償)의 은총'이 주어졌다고 주장하고, 루터는 우리는 전적으로 하느님에 의한 수동적으로 은총을 받고 있을 뿐이라는 점을 강조했다. 즉 오직 은혜를 주장하였다.
가톨릭, 동방 정교회, 개신교는 모두 기독교 신앙이 야훼로부터 주어진 은혜로 본다. 이는 에베소서 2장 8절 "너희는 은혜로 말미암아 믿음으로 구원을 받았나니, 이것은 너희에게서 난 것이 아니요, 하나님의 선물이라"에 근거한다. 루터교는 은혜의 수단을 "말씀과 성사에 있는 복음"으로 이해한다. 성사가 은혜의 수단이라는 것은 존 웨슬리의 가르침에도 나타나는데, 그는 성찬을 "하나님의 자녀들에게 그의 성령의 은혜가 전달되는 주된 통로"로 보았다.
칼빈주의자들은 은혜가 없이 인간은 전적으로 무력하나, 야훼의 "첫 번째 은혜" 또는 "선행적 은혜"를 통해 사람이 신앙을 가질 수 있다고 본다. 칼빈주의 교리인 불가항력적 은혜는 모든 사람들이 본질적으로 영적으로 죽은 상태이기 때문에 야훼에 의해 거듭나 영적으로 생명을 받기 전까지는 이 은혜를 받아들이고자 하지 않는다고 본다. 이를 중생이라고도 보는데, 창세 이전에 구원받기로 택정된 개인들만이 이 은혜를 받는다고 본다. 알미니안주의자들은 하나님의 은혜가 사람의 자유의지와 협력하여 개인을 구원으로 이끈다고 이해한다. 자유주의 신학에 대해서는, 복음주의 신학자 찰스 C. 라이리로부터 "사람이 자신의 운명을 결정하고 하나님의 은혜와 상관없이 완전히 자기 구원을 이룰 수 있는 능력에 과한 비중을 둔다"는 지적을 받는다.

## 같이 보기
- 신의 은총
- 기독교
- 구원론